# Moore Global
Moore Global Network Limited eller Moore Global  er en britisk multinational revisionsvirksomhed med hovedkvarter i London. Moore Global Network har over 34.000 ansatte i 112 lande og en årsomsætning på 3,1 mia. USD. 
Harold Moore og Albert Partridge etablerede en revisionsvirksomhed i London i 1907, som fik navnet Moore, Partridge & Co. 